# Bror och syster (miniserie)
Bror och syster är en svensk dramaserie i tre delar från 2007. Serien hade premiär i SVT1 2 april 2007. Manuset skrevs av Rikard Johansson och den regisserades av Susanna Edwards.

## Handling
Yvonne och hennes pojkvän Isa ska åka till Libanon för att hälsa på hans släkt och vänner, men när Yvonnes mamma dör måste resan ställas in. Hon tvingas ta upp kontakten med sin yngre bror Klas som är en begåvad operasångare. När Yvonne, Klas och Isa flyttar ihop i mammans sommarhus blir förhållandet mellan de två syskonen allt intimare. Minnen från barndomen tränger sig på och det uppstår ett triangeldrama.

## Rollista (urval)
- Tanja Lorentzon - Yvonne
- Jonas Hellman-Driessen - Klas
- Sunil Munshi - Isa
- Lina Englund - Dyveke
- Dan Ekborg - Tor
- Bergljót Arnadóttir - Vicky
- Bibi Andersson - Moster Majken
- Osman Fares - Salim Abids
- Krisina Årling - Klas och Yvonnes mamma
- Felix Engström - Styvpappa
- Mona Seilitz - Greta
- Hanna Thorwid - Yvonne som barn
- Emil Hagström - Klas som barn

## Mottagande
I Göteborgs-Posten ansåg Tony Fischier att serien inte var helt misslyckad men att psykologin var trivial och att det var alldeles för många triviala samtal.